# Золочевська вулиця
Зо́лочевська ву́лиця — вулиця в Подільському районі міста Києва, місцевість Селище Шевченка. Пролягає від Межового провулку до вулиці Сошенка.
Прилучаються вулиці Сухумська, Кобзарська, Красицького, Василя Мови, Луки Долинського, Канівська, Гамаліївська, Байди-Вишневецького, Чигиринська та Їжакевича, провулки Моринецький та Золочевський.

## Історія
Перші квартали вулиці виникли в 1-й половині XX століття під назвою вулиця Котляревського, на честь українського письменника  Івана Котляревського. Ця назва зафіксована в поштовому довіднику 1932 року та на карті міста 1935 року. Решта вулиці виникла в середині XX століття під назвою 720-та Нова вулиця. 
Сучасна назва — з 1955 року, на честь міста Золочів, проте з 1958 року фактично використовувалася назва Золочівська вулиця.